# Manuel Felipe de Tovar

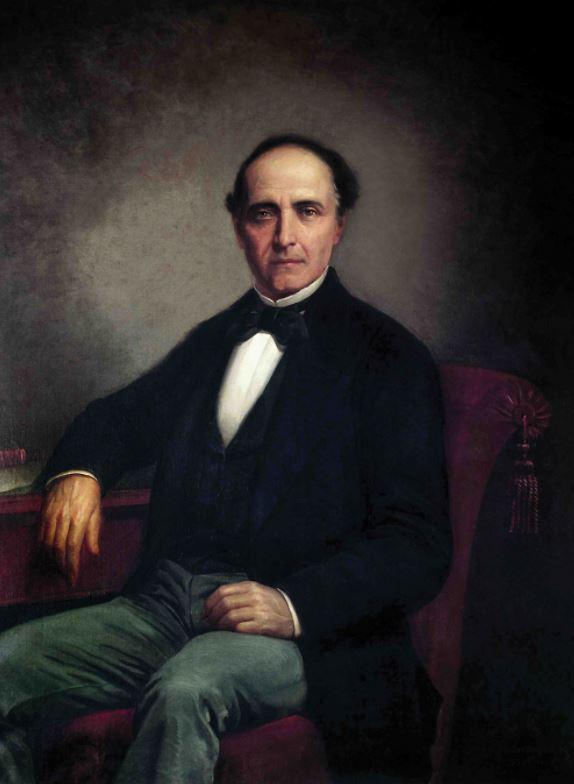
Manuel Felipe de Tovar, Gemälde von Martín Tovar y Tovar, 1874

Unterschrift von Manuel Felipe de Tovar

Staatsgebiet des Estado de Venezuela mit seinen Provinzen während der Präsidentschaft von Manuel Felipe de Tovar

Manuel Felipe de Tovar (* 1. Januar 1803 in Caracas, Venezuela; † 21. Februar 1866 in Paris, Frankreich) war ein konservativer venezolanischer Politiker. Von 1859 bis 1861 war er Staatspräsident Venezuelas.

## Leben
Tovar, geboren im Vizekönigreich Neugranada, war der älteste Sohn von sechs Kindern der Eltern Francisco Nicolás de Tovar y Tovar und María Altagracia de Tovar y Ponte. Die Familie väterlicherseits entstammte dem Bischof von Caracas Fray Mauro de Tovar, sein Onkel war der begüterte Martín Tovar Ponte, Conde de Tovar, der 1843 zusammen mit seinem Neffen ihnen gehörende Ländereien für die erste deutsche Kolonie mit staatlicher Unterstützung, die Colonia Tovar, stiftete. Auch er hatte den Grafentitel Conde de Tovar (III.) geerbt. 18-jährig wurde er von seiner Familie nach England und Frankreich zu einer humanistischen Ausbildung geschickt. 1829 kehrte er zurück und ließ sich in Caracas nieder. Am 1. September 1830 heiratete er Encarnación Rivas Pacheco.

## Politische Laufbahn
Nach seiner Rückkehr nach Caracas wurde er zunächst Mitglied des Stadtrats, des Ayuntamiento, und trat in den 1830 gegründeten Partido Conservador ein. Im gleichen Jahr hatte sich Venezuela aus Großkolumbien gelöst und seine Selbständigkeit erklärt. 1832 wurde er zum Abgeordneten des Nationalkongresses gewählt. Er finanzierte die 1840 unter der Redaktion von Antonio Leocadio Guzmán gegründete Zeitung El Venezolano mit. Guzmán war Mitgründer des Partido Liberal. Ab 1843 war Tovar wiederholt Präsident der Cámara de Representantes Venezuelas.
Ein Jahr vor seiner Präsidentschaft hatte er sich Julián Castro Contreras in der venezolanischen Märzrevolution von 1858 angeschlossen, die aus einer bewaffneten Rebellion gegen die Ideologien von José Tadeo Monagas bestand, der den Liberalismus verteidigte. Bei der ersten freien, direkten und geheimen Präsidentenwahl in Venezuela 1860 erhielt er 35.010 der gültigen Stimmen, seine Gegenkandidaten Pedro Gual 4389 und José Antonio Páez 746 Stimmen. Wahlberechtigt waren nach der Verfassung von 1858 Männer über 20 Jahren. Seine Amtszeit fiel in den Beginn des Föderalen Krieges und dauerte vom 29. September 1859 bis 20. Mai 1861, wobei er bis zum 12. April 1860 das Amt nur interimistisch ausübte. Es gelang ihm nicht, das in Unruhe gefallene und verschuldete Land zu befrieden. Am 27. August 1861 nahmen Anhänger des Generals Páez Pedro Gual und die Minister im Regierungsgebäude gefangen, Oberst Echezuria rief die Diktatur von Páez aus.
Nach der Präsidentschaft ging er mit seiner Familie nach Paris in Frankreich, wo er im Alter von 63 Jahren starb.